# Glenea aegoprepiformis
Glenea aegoprepiformis är en skalbaggsart som beskrevs av Stefan von Breuning 1950. Glenea aegoprepiformis ingår i släktet Glenea och familjen långhorningar. Inga underarter finns listade i Catalogue of Life.